# タイム〜時の旅人〜
『タイム〜時の旅人〜』（原題：Time）は、ロッド・スチュワートが2013年に発表したスタジオ・アルバム。

## 背景
スチュワートは2000年代以降、カバー・アルバムのリリースが続いていたが、本作は『ザ・ニュー・ボーイズ』（1998年）以来15年ぶりに、スチュワート自身もソングライティングに関与した作品となった。スチュワートは2013年のインタビューで「ソングライティングは私の天性の仕事じゃなくて、いつもちょっとした苦闘だった。私はソングライティングの力を失ったと思っていたよ」と語っている。しかし、スチュワートは旧知のジム・クリーガンがギターを持って自宅を訪れた際、強引に曲作りを勧められ、最終的には本作収録曲「ブライトン・ビーチ」として結実し、それを機にソングライティングを再開した。
「ピクチャー・イン・ア・フレーム」は、アルバム本編のうち唯一のカバー曲で、オリジナルはトム・ウェイツのアルバム『ミュール・ヴァリエイションズ』に収録されている。スチュワートは、妻のペニー・ランカスターと2週間ほど別居していた際、額に入った彼女の写真に話しかけていた体験にインスパイアされて、この曲を取り上げたという。また、日本盤ボーナス・トラックのうち「コールド・ウォーター」は、同じくウェイツのアルバム『ミュール・ヴァリエイションズ』からの曲である。
「ビューティフル・モーニング」は、前作『メリー・クリスマス、ベイビー』（2012年）の購入特典のダウンロード・サービスとして先行発表された。また、2013年3月19日には先行シングル「美しき日々」の配信が開始された。

## 反響
イギリスでは2013年5月25日付の全英アルバムチャートで初登場1位となり、『ロッド・スチュワート・グレイテスト・ヒッツ!!』（1979年）以来34年ぶり、通算8作目の全英1位獲得アルバムとなった。また、イギリスにおける2013年の年間アルバムチャートでは7位となった。本作からのシングル「イッツ・オーヴァー」は、2013年5月25日付の全英シングルチャートで91位を記録した。
アメリカでは2013年5月25日付のBillboard 200で最高7位を記録し、合計8週トップ200入りした。

## 評価
Stephen Thomas Erlewineはオールミュージックにおいて5点満点中3点を付け「本作は2013年におけるロッド・スチュワートという人物を反映しており、彼はなおも大衆を喜ばせ、なおも幾らかの活力があり、そして過ぎ去りし日々にロマンティックな思いを馳せるようになった一方、現代的なサウンドを追求している」と評している。スティーヴ・レフトリッジはポップマターズにおいて10点満点中5点を付け「『タイム〜時の旅人〜』は全体的にバランスが悪くオーヴァー・プロデュース気味だが、エキサイティングな完全復活とまではいかないにせよ、生気が感じられる」と評している。また、Jon Dolanは2013年5月7日付の『ローリング・ストーン』誌のレビューで5点満点中3点を付け「ソングライティングに関しては、時にダサく馬鹿げた曲もあるが、ほぼ全曲とも屈託のない温かみがある」と評している。

## 収録曲
1. 美しき日々 - "She Makes Me Happy" (Rod Stewart, Chuck Kentis, Don Kirkpatrick, Conrad Korsch, David Palmer, Paul Warren) - 3:44
2. キャント・ストップ・ミー・ナウ - "Can't Stop Me Now" (R. Stewart, Kevin Savigar) - 4:26
3. イッツ・オーヴァー - "It's Over" (R. Stewart, K. Savigar, John 5) - 4:19
4. ブライトン・ビーチ - "Brighton Beach" (R. Stewart, Jim Cregan) - 4:25
5. ビューティフル・モーニング - "Beautiful Morning" (R. Stewart, K. Savigar, C. Kentis, D. Kirkpatrick, C. Korsch, D. Palmer, P. Warren) - 3:59
6. リヴ・ザ・ライフ - "Live the Life" (R. Stewart, C. Kentis, D. Kirkpatrick, Jessica Rousseau) - 4:26
7. ファイネスト・ウーマン - "Finest Woman" (R. Stewart, K. Savigar, Emerson Swinford) - 3:54
8. タイム〜時の旅人〜 - "Time" (R. Stewart, K. Savigar, E. Swinford) - 4:27
9. ピクチャー・イン・ア・フレーム - "Picture in a Frame" (Tom Waits, Kathleen Brennan) - 2:53
10. セクシャル・レリジョン - "Sexual Religion" (R. Stewart, K. Savigar) - 4:45
11. メイク・ラヴ・トゥ・ミー・トゥナイト - "Make Love to Me Tonight" (R. Stewart, C. Kentis, D. Kirkpatrick, C. Korsch, D. Palmer. P. Warren) - 3:45
12. ピュア・ラヴ - "Pure Love" (R. Stewart, K. Savigar) - 5:11

### 日本盤ボーナス・トラック
1. ヒア・カムズ・ザ・ナイト - "Here Comes the Night" (Bert Berns) - 3:28
2. コールド・ウォーター - "Cold Water" (T. Waits, K. Brennan) - 3:58
3. シェイク・ユア・マネー・メイカー - "Shake Your Money Maker" (Elmore James) - 2:40

### デラックス・エディション盤ボーナス・トラック
1. "Corrina Corrina" (Bo Chatman, J. Mayo Williams, Mitchell Parish) - 3:27
2. "Legless" (R. Stewart, C. Kentis, D. Kirkpatrick, C. Korsch, D. Palmer, P. Warren) - 3:51
3. "Love Has No Pride" (Eric Kaz, Libby Titus) - 4:04

## レコーディング・メンバー
- ロッド・スチュワート - ボーカル
- ケヴィン・サヴィガー - キーボード、プログラミング、ストリングス・アレンジ、ストリングス指揮
- チャック・ケンティス - キーボード、プログラミング、ストリングス・アレンジ
- エマーソン・スウィンフォード - ギター (on #1, #2, #3, #5, #6, #7, #8, #10)、マンドリン (on #1, #5)、ダルシマー (on #1)、スライドギター (on #11)
- ジム・クリーガン（英語版） - アコースティック・ギター (on #4)
- ドン・カークパトリック - 12弦ギター (on #5)、アコースティック・ギター (on #6, #9)、ギター (on #11)
- ポール・ウォーレン - ギター (on #9, #11)
- コンラッド・コルシュ - ベース (on #3, #4, #5, #8, #9, #11)
- ケニー・アロノフ（英語版） - ドラムス (on #1, #5)、タンバリン (on #1)
- デヴィッド・パーマー - ドラムス (on #3, #9, #11)
- マット・オコーナー - マラカス (on #1, #7, #8)、シェイカー (on #1)、タンバリン (on #6, #7)
- ジャンナ・ジャコビー - ヴァイオリン (on #1, #4, #6, #9, #11)、マンドリン (on #6)
- ジミー・ロバーツ - サクソフォーン (on #5, #7, #10)
- リー・ソーンバーグ - トランペット (on #7)
- ニック・レイン - トロンボーン (on #7)
- サンディ・チーラ - バックグラウンド・ボーカル (on #1, #2, #6, #11)
- シャーロット・ギブソン - バックグラウンド・ボーカル (on #1, #11)
- ディ・リード - バックグラウンド・ボーカル (on #1, #3, #5, #6, #7, #8, #10, #11)
- ルーシー・ウッドワード - バックグラウンド・ボーカル (on #1, #3, #5, #6, #7, #8, #10)
- キンバリー・ジョンソン - バックグラウンド・ボーカル (on #5, #6, #7, #10)
- ブリジット・キャディ - バックグラウンド・ボーカル (on #5, #10)
- アンジェラ・フィッシャー - バックグラウンド・ボーカル (on #8)
- アンジェラ・マイケル - バックグラウンド・ボーカル (on #11)